# 雷·史坦茲
雷蒙·「雷」·史坦茲博士（英語：Dr. Raymond "Ray" Stantz），或簡稱雷·史坦茲（英語：Ray Stantz），是一名出現於「魔鬼剋星系列」的虛構人物。該角色登場於真人電影《魔鬼剋星》、《魔鬼剋星2》與電視動畫《魔鬼剋星》。在兩部真人電影中由丹·艾克洛德飾演該角，而電視動畫則由法蘭克·維爾克擔任配音。
雷·史坦茲是一名超心理學家和魔鬼剋星的成員。

## 人物
雷·史坦茲是一名超自然歷史和冶金學專家。他對於自己的工作有著孩子般的熱情，且能直率地接受超自然現象。在電影中，彼得·威克曼曾稱他為「魔鬼剋星的心臟」。雷有著廣泛的聖經知識，甚至能具體引用哪一章哪一節的地步。作為一名不可知論者，當被問及他是否相信上帝時，雷回應「從來沒有見過祂」。在2009年遊戲中透露，雷和伊根·史賓格勒會負責設計魔鬼剋星的捉鬼裝備和道具。
該角色亦在1995年電影《鬼馬小精靈》中客串，同樣由丹·艾克洛德飾演。

## 外部連結
- 互联网电影数据库上雷·史坦茲的资料